# Rib Lake
Rib Lake è un comune degli Stati Uniti d'America, situato in Wisconsin, nella contea di Taylor.

## Storia
Nel 1881, JJ Kennedy trasportò macchinari per segherie con buoi dalla ferrovia di Chelsea alla riva del lago Rib e costruì una segheria chiamata Rib Lake Lumber Company. L'anno successivo fu costruito uno sperone ferroviario al mulino dalla Wisconsin Central Railway a Chelsea. La comunità era originariamente chiamata Kennedy Mills. Il mulino originale bruciò in circa un anno (e forse di nuovo bruciato nel 1898) e fu distrutto da un altro incendio il 23 luglio 1914.
Nel 1891, Fayette Shaw avviò una conceria a Rib Lake, che utilizzava l'acido tannico della corteccia di cicuta raccolta localmente per conciare pelli provenienti dal Sud America per produrre pelle. La conceria operò fino al 1923.
Il 1890 vide una grande crescita, con l'inizio delle congregazioni metodiste, cattoliche e luterane. Nel 1897 il quotidiano Rib Lake Herald iniziò a pubblicare e un dottor Werner iniziò uno studio.
Il villaggio di Rib Lake fu incorporato nel 1902.
L'ultimo taglio di pino per la Rib Lake Lumber Company proveniva da una posizione generale vicino all'ultimo campo n. 28, e fu tagliato il 26 febbraio 1948. La compagnia cessò le attività poco dopo.